# Discografia di Nathalie
Questa pagina contiene la discografia solista della cantautrice italiana Nathalie. Nel 2011 ha partecipato al Festival di Sanremo con il brano Vivo sospesa.

## Album in studio
| Anno | Titolo | Posizioni in classifica | Posizioni in classifica |
| Anno | Titolo | ITA                     | SWI                     |
| ---- | --- | ----------------------- | ----------------------- |
| 2011 | Vivo sospesa - Pubblicato: 16 febbraio 2011 - Etichetta: Sony Music - Formati: CD, download digitale                                  | 6                       | 84                      |
| 2013 | Anima di vento - Pubblicato: 17 settembre 2013 - Etichetta: Sony Music - Formati: CD, download digitale                               | 20                      | —                       |
| 2018 | Into the Flow - Pubblicato: 11 maggio 2018 - Etichetta: Believe Digital - Formati: CD, download digitale, streaming                   | 93                      | —                       |
| 2024 | Freemotion - Pubblicato: 10 gennaio 2024 - Etichetta: Tunecore/Intimate Colours Music - Formati: CD, download digitale, streaming, LP | -                       | —                       |

## Extended play
| Anno | Titolo | Posizioni in classifica |
| Anno | Titolo | ITA                     |
| ---- | --- | ----------------------- |
| 2010 | In punta di piedi - Pubblicato: 23 novembre 2010 - Etichetta: Sony Music - Formati: CD, download digitale           | 13                      |
| 2023 | Arcobaleno - Pubblicato: 14 luglio 2023 - Etichetta: Intimate Colours Music - Formati: Download digitale, streaming |                         |

## Singoli
| Anno | Titolo                               | Posizioni in classifica | Certificazioni | Album             |
| Anno | Titolo                               | ITA                     | Parametri FIMI | Album             |
| --- | ------------------------------------ | ----------------------- | -------------- | ----------------- |
| 2006 | L'alba                               | –                       |                | Solo singolo      |
| 2006 | Cuore calmo                          | –                       |                | Solo singolo      |
| 2010 | In punta di piedi                    | 1                       | - ITA: Oro     | In punta di piedi |
| 2011 | Vivo sospesa                         | 7                       |                | Vivo sospesa      |
| 2011 | Sogno freddo                         | –                       |                | Vivo sospesa      |
| 2011 | Mucchi di gente                      | –                       |                | Vivo sospesa      |
| 2013 | Sogno d'estate                       | –                       |                | Anima di vento    |
| 2013 | Anima di vento                       | –                       |                | Anima di vento    |
| 2014 | L'orizzonte                          | –                       |                | Anima di vento    |
| 2015 | L'anamour (Dirsi addio)              | –                       |                | Solo singolo      |
| 2018 | Smile-in-a-Box                       | –                       |                | Into the Flow     |
| 2018 | Tra le labbra                        | –                       |                | Into the Flow     |
| 2023 | Una canzone per noi / A Song from Us | –                       |                | Freemotion        |
| 2023 | Lonely God                           | –                       |                | Freemotion        |
| 2023 | Arcobaleno / Morning Rainbow         | –                       |                | Freemotion        |
| 2023 | I Just Wanna Be Free                 | –                       |                | Freemotion        |
| 2024 | Respirando                           | –                       |                | Freemotion        |
| Il simbolo "—" indica che il singolo non è entrato in classifica e/o non è stato pubblicato in quel Paese. |                                      |                         |                |                   |

### Come artista ospite
| Anno | Titolo                                 | Posizione massima | Certificazione | Provenienza |
| Anno | Titolo                                 | ITA               | Parametri FIMI | Provenienza |
| --- | -------------------------------------- | ----------------- | -------------- | ----------- |
| 2024 | Il mondo alle spalle (con Piero Campi) | –                 | –              | -           |
| Il simbolo "—" indica che il singolo non è entrato in classifica in quel Paese e/o non ha ricevuto certificazioni. |                                        |                   |                |             |

## Collaborazioni
- Numeri (con Raf e Frankie hi-nrg mc, Numeri, 2011) (Sony Music)[9]
- Non sento più niente (con Matteo Branciamore, Oro trasparente, 2012) (Cinevox)
- Sogno d'estate (con Raf, Anima di vento, 2013) (Sony Music)
- La verità (con Toni Childs, Anima di vento, 2013) (Sony Music)
- L'essenza (con Franco Battiato, Anima di vento, 2013) (Sony Music)

## Partecipazioni
- 2009 - The Best of Demo, Vol. 5 con L'alba (Rai Trade)[10]
- 2009 - Trappola d'autore con Bette Davis Eyes (Warner Chappell Music Italiana)[11]
- 2010 - Crimini O.S.T. con I'm Falling[12] (Fonit Cetra)
- 2010 - X Factor 4 Compilation con Piccolo uomo (Sony Music)[13]
- 2011 - Speciale Sanremo 2011 con Vivo sospesa (Sony Music, Rhino Records)[14]
- 2011 - Nata per unire con Il mio canto libero (Rai Trade)[15]
- 2011 - Radio Italia - Mi piace con Piccolo uomo (Sony Music)[16]
- 2011 - Dalla parte di Rino (album tributo a Rino Gaetano) con Tu, forse non essenzialmente tu (Sony Music)[17]
- 2013 - The Best of X Factor con In punta di piedi (Sony Music)
- 2022 - Doran - The Music Series con Across[18] (Eccel Production/Mirai Music)

## Video musicali
- L'alba, regia di Carlo Roberti (2006)
- In punta di piedi, regia di Roberto Saku Cinardi (2010)
- Vivo sospesa, regia di Roberto Saku Cinardi (2011)
- Mucchi di gente, regia di Leandro Manuel Emede (2011)
- Sogno d'estate (2013)
- Anima di vento, regia di Andrea Falbo e Andrea Gianfelice (2013)
- L'essenza (feat. Franco Battiato) (2013)
- L'orizzonte (2014)
- L'anamour (Dirsi addio) (2014)
- Smile-in-a-Box , regia di Egidio Amendola (2018)
- Tra le labbra, regia di Taiyo Yamanouchi (2018)
- Una canzone per noi, regia di Francesco D'Aloi (2023)
- A Song for Us, regia di Francesco D'Aloi (2023)
- Lonely God, regia di Marta Cavicchioni (2023)
- Arcobaleno, regia di Nathalie (2023)
- I Just Wanna Be Free, regia di Giacomo Latorrata (2023)
- Respirando, regia di Giacomo Latorrata (2024)
- Il mondo alle spalle (con Piero Campi) (2024)

## Discografia non solista

### Con i Damage Done

#### Demo
- 2004 - Thorns[19]